# Рустам Ібрагімбеков
Руста́м Ібрагі́мович Ібрагімбе́ков (азерб. Rüstəm Məmməd İbrahim oğlu İbrahimbəyov; 5 лютого 1939, Баку, Азербайджанська РСР, СРСР — 11 березня 2022, Москва, Росія) — радянський, азербайджанський і російський письменник, сценарист/кінодраматург, кінорежисер і кінопродюсер. Заслужений діяч мистецтв Азербайджанської РСР (1976). Заслужений діяч мистецтв РФ (1995).
Лауреат премії Ленінського комсомолу (1979), Державної премії Азербайджанської РСР (1980), Державної премії СРСР (1981), Державної премії Росії (1992, 1994, 1997).

## Біографічні відомості
Народився 5 лютого 1939 р. в Баку. У 1963 році закінчив Азербайджанський інститут нафти і хімії, а потім продовжив навчання в аспірантурі Інституту кібернетики Академії наук СРСР в Москві.
Закінчив у ВДІКу Вищі курси сценаристів (1967) і режисерів (1974). Дебютував у кіно в 1969 р.

## Фільмографія

### Сценарист
За його сценаріями створено стрічки:
- «У цьому південному місті» (1969)
- «Це не біда» (1969, у співавт., короткометражний)
- «Біле сонце пустелі» (1969—1970, у співавт., реж. Володимир Мотиль)
- «Спокійний день наприкінці війни» (1970, реж. Микита Міхалков)
- «...І тоді я сказав — ні...» (1973)
- «Сторінки життя» (1974)
- «Одного прекрасного дня» (1976, у співавт.)
- «Серце… серце…» (1976)
- «Злочин» (1976, у співавт., реж. Євген Ташков)
- «День народження» (1977)
- «Стратегія ризику» (1978, реж. Олександр Прошкін)
- «Дачний будиночок для однієї сім'ї» (1978, реж. Юлій Гусман)
- «Допит» (1979)
- «З любов'ю навпіл» (1979)
- «Коні під місяцем» (1979, у співавт.)
- «Тисяча й одна ніч» (1979, фільм-балет; автор лібрето у співавт.)
- «Структура моменту» (1980)
- «Клоун Мусля» (1980)
- «Перед закритими дверима» (1981)
- «Ділова поїздка» (1982)
- «Сім красунь» (1982, фільм-балет, у співавт.)
- «Таємниця корабельного годинника» (1983)
- «Парк» (1983)
- «Я їй подобаюся» (1985, у співавт.)
- «Інше життя» (1987)
- «Ляпас, якого не було» (1987, у співавт.)
- «Вільне падіння» (1987)
- «Дикун» (1988)
- «Храм повітря» (1989)
- «Автостоп» (1990, у співавт., реж. Микита Міхалков)
- «Сім днів після вбивства» (1991)
- «Урга — територія кохання» (1993, у співавт., реж. Микита Міхалков)
- «Стомлені сонцем» (1994, у співавт., реж. Микита Міхалков)
- «Стамбул, Стамбул» (1995)
- «Чоловік для молодої жінки» (1996, у співавт.)
- «Сибірський цирульник» (1998, у співавт., реж. Микита Міхалков)
- «Сім'я»/ Ailə (1998, Азербайджан)
- «Схід — Захід» (1999, у співавт., реж. Режис Варньє)
- «Таємниці»/ рос. «Мистерии» (2000, у співавт.)
- «Балалайка» (2000, у співавт., Туреччина)
- «Телефон довіри»/ «Etimad telefonu» (2001, Азербайджан)
- «Зруйновані мости» (2004, у співавт.)
- «Ніч світла» (2004, у співавт., реж. Роман Балаян, Росія—Україна)
- «Анна» (2005, у співавт.)
- «Кочівник» (2005, Казахстан)
- «Очима привиду»/ «Kabusun gözüylə» (2010, Азербайджан, Росія, Франція)
- «Грізний час» (2010)
- рос. «Неистовый, яростный, бешеный...» (2011)
- «Кавказьке тріо» (2015, Грузія, Іспанія, Росія) та ін.

Автор сценаріїв українських фільмів:
- «Повість про чекіста» (1969)
- «Бережи мене, мій талісмане» (1986, реж. Роман Балаян)
- «Філер» (1987, реж. Роман Балаян)
- «Райські птахи» (2008, реж. Роман Балаян)

### Режисер-постановник
- «Одного прекрасного дня» (1976, у співавт. з Ю. Гусманом)
- «Допит» (1979, у співавт.)
- «Вальс золотих тельців» (1992, у співавт.)
- «Чоловік для молодої жінки» (1996, у співавт.)
- «Сім'я»/ «Ailə» (1998, у співавт., Азербайджан)
- «Справжні пригоди, або Божевільний день монтера» (2000, у співавт., Росія, Азербайджан)
- «Телефон довіри»/ «Etimad telefonu» (2001, Азербайджан)
- «Очима привиду»/ «Kabusun gözüylə» (2010, Азербайджан, Росія, Франція)

### Кінопродюсер
- «Дюба-дюба» (1992)
- «Побачити Париж і померти» (1992)
- «Сім'я»/ «Ailə» (1998)
- «Зруйновані мости» (2004, у співавт.)
- «Кочівник» (2005, Казахстан)
- «Три дівчини» (2006, Азербайджан, Німеччина, Росія)
- «Прощавай, південне місто»/ Əlvida, Cənub Şəhəri (2006, Азербайджан, Росія)
- «Олександр. Невська битва» (2008)
- «Очима привиду»/ «Kabusun gözüylə» (2010, Азербайджан, Росія, Франція)
- «Кавказьке тріо» (2015, Грузія, Іспанія, Росія)
- «Парад»/ «აღლუმი» (2018, Грузія, Росія) та ін.